# Upper Sturt
Upper Sturt är en förort till Adelaide i Australien. Den ligger i kommunen Adelaide Hills och delstaten South Australia, omkring 12 kilometer sydost om centrala Adelaide. Antalet invånare är 1 197.
Runt Upper Sturt är det ganska tätbefolkat, med 56 invånare per kvadratkilometer.. Närmaste större samhälle är Adelaide, omkring 12 kilometer nordväst om Upper Sturt. 
I omgivningarna runt Upper Sturt växer i huvudsak blandskog. Genomsnittlig årsnederbörd är 729 millimeter. Den regnigaste månaden är juni, med i genomsnitt 133 mm nederbörd, och den torraste är december, med 21 mm nederbörd.